# (10003) Caryhuang
(10003) Caryhuang – planetoida z grupy pasa głównego asteroid okrążająca Słońce w ciągu 3 lat i 107 dni. Została odkryta 26 października 1971 w obserwatorium w Bergedorfie przez Luboša Kohoutka. Nazwa planetoidy upamiętnia Cary’ego K. Huanga (ur. 1997) – animatora i edukatora, znanego z różnorodnych animacji internetowych, projektów koderskich i filmików z wizualizacją danych. On i jego brat bliźniak Michael stworzyli w 2010 roku (w wieku 13 lat) popularne, interaktywne narzędzie do porównywania rozmiarów obiektów we Wszechświecie – „The Scale of the Universe”.